# Indy-Lights-Saison 2011
Die Indy-Lights-Saison 2011 war die 26. Saison der amerikanischen Rennserie Indy Lights. Es wurden 13 Rennen ausgetragen. Die Saison begann am 27. März in Saint Petersburg und endete am 16. Oktober in Las Vegas.

## Teams und Fahrer
Alle Teams benutzten Chassis von Dallara, Motoren von Infiniti und Reifen von Firestone.
| Team                     | Nr. | Fahrer            | Rennen          |
| ------------------------ | --- | ----------------- | --------------- |
| Sam Schmidt Motorsports  | 03  | Victor Carbone    | 1–13            |
| Sam Schmidt Motorsports  | 07  | Esteban Guerrieri | 1–13            |
| Sam Schmidt Motorsports  | 11  | Josef Newgarden   | 1–13            |
| Sam Schmidt Motorsports  | 77  | Conor Daly        | 1–3, 9, 11      |
| Sam Schmidt Motorsports  | 77  | Bryan Clauson     | 4–6, 10, 12, 13 |
| Sam Schmidt Motorsports  | 77  | Daniel Herrington | 7, 8            |
| Team Moore Racing        | 02  | Gustavo Yacamán   | 1–13            |
| Team Moore Racing        | 22  | Víctor García     | 1–7             |
| Team Moore Racing        | 22  | Daniel Morad      | 8               |
| Team Moore Racing        | 22  | Mikaël Grenier    | 9               |
| Team Moore Racing        | 22  | Brandon Wagner    | 10, 12, 13      |
| Team Moore Racing        | 22  | Tõnis Kasemets    | 11              |
| Andretti Autosport       | 05  | Stefan Wilson     | 1–13            |
| Andretti Autosport       | 26  | James Winslow     | 1–4             |
| Andretti Autosport       | 26  | Peter Dempsey     | 7–9, 11         |
| Bryan Herta Autosport    | 28  | Duarte Ferreira   | 1–13            |
| Bryan Herta Autosport    | 29  | Bruno Andrade     | 7–9, 11         |
| Davey Hamilton Racing    | 32  | Brandon Wagner    | 4–6             |
| Davey Hamilton Racing    | 32  | Stefan Rzadzinski | 8               |
| O2 Racing Technology     | 36  | Peter Dempsey     | 1–5             |
| O2 Racing Technology     | 63  | Mikaël Grenier    | 1–4             |
| Team E                   | 17  | Joel Miller       | 1               |
| Team E                   | 17  | Rusty Mitchell    | 3, 4, 10–13     |
| Belardi Auto Racing      | 04  | Jorge Goncalvez   | 1–13            |
| Belardi Auto Racing      | 09  | Anders Krohn      | 1–13            |
| Belardi Auto Racing      | 19  | Jacob Wilson      | 12, 13          |
| Brooks Associates Racing | 08  | Ryan Phinny       | 3               |
| Jensen MotorSport        | 12  | Juan Pablo Garcia | 1–4             |
| Jensen MotorSport        | 12  | Eric Jensen       | 7               |
| Jensen MotorSport        | 12  | Oliver Webb       | 8, 11           |
| Jensen MotorSport        | 16  | David Ostella     | 1–12            |
| Jensen MotorSport        | 16  | Oliver Webb       | 13              |
| Willy T. Ribbs Racing    | 32  | Willy T. Ribbs    | 11              |
| Willy T. Ribbs Racing    | 75  | Chase Austin      | 4, 6            |
| Goree Multisports        | 44  | Tyler Dueck       | 8               |

### Änderungen bei den Fahrern
Die folgende Auflistung enthält alle Fahrer, die an der Indy-Lights-Saison 2010 teilgenommen haben und in der Saison 2011 nicht für dasselbe Team wie 2010 starteten.
Fahrer, die ihr Team gewechselt haben:
- Juan Pablo Garcia: Michael Crawford Motorsports → Jensen MotorSport
- Daniel Herrington: Davey Hamilton Racing → Sam Schmidt Motorsports
- Tõnis Kasemets: Andersen Racing → Team Moore Racing
- Anders Krohn: Andersen Racing → Belardi Auto Racing
- Joel Miller: Bryan Herta Autosport → Team E
- Gustavo Yacamán: Cape Motorsports with Wayne Taylor Racing → Team Moore Racing
- Stefan Wilson: Bryan Herta Autosport → Andretti Autosport
- James Winslow: Sam Schmidt Motorsports → Andretti Autosport

Fahrer, die in die Indy Lights einstiegen bzw. zurückkehrten:
- Bruno Andrade Südamerikanische Formel-3-Meisterschaft (Cesario Fórmula) → Bryan Herta Autosport
- Chase Austin: NASCAR Nationwide Series (Baker Curb Racing) → Willy T. Ribbs Racing
- Victor Carbone: F2000 Championship Series (Alegra Motorsports) → Sam Schmidt Motorsports
- Bryan Clauson: USAC National Midget Series → Sam Schmidt Motorsports
- Conor Daly: Star Mazda Series (Juncos Racing) → Sam Schmidt Motorsports
- Peter Dempsey: American Le Mans Series → O2 Racing Technology
- Tyler Dueck: Italienische Formel-3-Meisterschaft (BVM – Target Racing) → Goree Multisports
- Duarte Ferreira: Südamerikanische Formel-3-Meisterschaft (Cesario Fórmula) → Bryan Herta Autosport
- Víctor García: World Series by Renault (KMP Racing) → Team Moore Racing
- Jorge Goncalvez: Star Mazda Series (Team Apex) → Belardi Auto Racing
- Mikaël Grenier: Star Mazda Series (Andersen Racing) → O2 Racing Technology
- Esteban Guerrieri: World Series by Renault (ISR Racing) → Sam Schmidt Motorsports
- Eric Jensen: Auszeit → Jensen MotorSport
- Rusty Mitchell: Star Mazda Series (Mitchell Motorsports) → Team E
- Daniel Morad: GP3-Serie (Status Grand Prix) → Team Moore Racing
- Josef Newgarden: GP3-Serie (Carlin) → Sam Schmidt Motorsports
- David Ostella: Star Mazda Series (AIM Autosport) → Jensen MotorSport
- Ryan Phinny: Auszeit → Brooks Associates Racing
- Willy T. Ribbs: Auszeit → Willy T. Ribbs Racing
- Stefan Rzadzinski: Ontario Formula Ford Challenge (Brian Graham Racing) → Davey Hamilton Racing
- Oliver Webb: Britische Formel-3-Meisterschaft (Fortec Motorsport) → Jensen MotorSport
- Jacob Wilson: USAC National Sprint Car Series → Belardi Auto Racing

Fahrer, die die Indy Lights verlassen haben:
- Dillon Battistini: Bryan Herta Autosport→ IndyCar Series (Conquest Racing)
- Adrián Campos jr.: Team Moore Racing → Auto GP (Campos Racing)
- Wade Cunningham: Sam Schmidt Motorsports → IndyCar Series (Sam Schmidt Motorsports)
- Jan Heylen: Team E → FIA-GT3-Europameisterschaft
- James Hinchcliffe: Team Moore Racing → IndyCar Series (Newman/Haas Racing)
- Carmen Jordá: Andersen Racing → Lamborghini Super Trofeo
- Charlie Kimball: AFS Racing/Andretti Autosport → IndyCar Series (Chip Ganassi Racing)
- Pippa Mann: Sam Schmidt Motorsports → IndyCar Series (Conquest Racing)
- Martin Plowman: AFS Racing/Andretti Autosport → IndyCar Series (Sam Schmidt Motorsports)
- Sebastian Saavedra: Bryan Herta Autosport → IndyCar Series (Conquest Racing)
- Jean Karl Vernay: Sam Schmidt Motorsports → World Series by Renault (Pons Racing)

Fahrer, die noch keinen Vertrag für ein Renncockpit 2011 besitzen:
| - Rodrigo Barbosa - Dan Clarke - Henry Clarke - Alex Ellis - Sean Guthrie | - Nic LeDuc - Arie Luyendyk junior - Philip Major - David Martínez - Niall Quinn | - Jeff Simmons - Junior Strous - Jonathan Summerton - Giancarlo Vilarinho |

## Rennkalender
Die Indy-Lights-Saison 2010 umfasste 14 Rennen. 13 Rennen waren Teil des Rahmenprogrammes der IndyCar Series. Mit dem Rennen in Trois-Rivières fand erstmals seit 2007 ein Rennen außerhalb der IndyCar Series statt. Sechs Rennen wurden auf Ovalen, sieben auf Stadtkursen bzw. temporären Rennstrecken und eines auf einer permanenten Rennstrecke ausgetragen.
| Nr. | Datum         | Rennstrecke      | Art | Erster            | Zweiter           | Dritter         |
| --- | ------------- | ---------------- | --- | ----------------- | ----------------- | --------------- |
| 1.  | 27. März      | Saint Petersburg | S   | Josef Newgarden   | Conor Daly        | Peter Dempsey   |
| 2.  | 10. April     | Birmingham       | R   | Víctor García     | Stefan Wilson     | Peter Dempsey   |
| 3.  | 17. April     | Long Beach       | S   | Conor Daly        | Esteban Guerrieri | Stefan Wilson   |
| 4.  | 27. Mai       | Indianapolis     | O   | Josef Newgarden   | Esteban Guerrieri | Víctor García   |
| 5.  | 19. Juni      | West Allis       | O   | Esteban Guerrieri | Josef Newgarden   | Jorge Goncalvez |
| 6.  | 25. Juni      | Newton           | O   | Josef Newgarden   | Gustavo Yacamán   | Bryan Clauson   |
| 7.  | 10. Juli      | Toronto          | S   | Stefan Wilson     | Peter Dempsey     | Gustavo Yacamán |
| 8A. | 23. Juli      | Edmonton         | S   | Esteban Guerrieri | Josef Newgarden   | Oliver Webb     |
| 8B. | 24. Juli      | Edmonton         | S   | Josef Newgarden   | Stefan Wilson     | Peter Dempsey   |
| 9.  | 07. August    | Trois-Rivières   | S   | Esteban Guerrieri | Gustavo Yacamán   | Josef Newgarden |
| 10. | 14. August    | Loudon           | O   | Josef Newgarden   | Jorge Goncalvez   | Duarte Ferreira |
| 11. | 04. September | Baltimore        | S   | Gustavo Yacamán   | Josef Newgarden   | Victor Carbone  |
| 12. | 02. Oktober   | Sparta           | O   | Stefan Wilson     | Josef Newgarden   | Jorge Goncalvez |
| 13. | 16. Oktober   | Las Vegas        | O   | Victor Carbone    | Esteban Guerrieri | Jorge Goncalvez |

- Erklärung: O: Oval, S: Straßenkurs, R: Rennstrecke

## Wertungen

### Punktesystem
Die Punkte wurden nach folgendem Schema vergeben:
| Position | 1  | 2  | 3  | 4  | 5  | 6  | 7  | 8  | 9  | 10 | 11 | 12 | 13 | 14 | 15 | 16 | 17 | 18 | 19 | 20 | 21 | 22 | 23 | 24 | 25 | 26 | 27 | 28 | 29 | 30 | 31 | 32 | 33 |
| -------- | -- | -- | -- | -- | -- | -- | -- | -- | -- | -- | -- | -- | -- | -- | -- | -- | -- | -- | -- | -- | -- | -- | -- | -- | -- | -- | -- | -- | -- | -- | -- | -- | -- |
| Punkte   | 50 | 40 | 35 | 32 | 30 | 28 | 26 | 24 | 22 | 20 | 19 | 18 | 17 | 16 | 15 | 14 | 13 | 12 | 12 | 12 | 12 | 12 | 12 | 12 | 10 | 10 | 10 | 10 | 10 | 10 | 10 | 10 | 10 |

Außerdem gab es einen Zusatzpunkt für die Pole-Position und zwei zusätzliche Punkte für den Fahrer, der das Rennen die meisten Runden angeführt hatte.

### Fahrerwertung
| Pos. | Fahrer        | STP | BAR | LBH | INDY | MIL | IOW | TOR | EDM | EDM | TRO | LOU | BAL | KTY | LSV | Punkte |
| Pos. | Fahrer        | STP | BAR | LBH | INDY | MIL | IOW | TOR | R1  | R2  | TRO | LOU | BAL | KTY | LSV | Punkte |
| ---- | ------------- | --- | --- | --- | ---- | --- | --- | --- | --- | --- | --- | --- | --- | --- | --- | ------ |
| 01   | J. Newgarden  | 1*  | 6   | 13* | 1*   | 2   | 1*  | 8   | 2   | 1*  | 3   | 1*  | 2   | 2   | 9*  | 553    |
| 02   | E. Guerrieri  | 6   | 15  | 2   | 2    | 1*  | 12  | 4   | 1*  | 14  | 1*  | 5   | 12  | 10  | 2   | 459    |
| 03   | S. Wilson     | 16  | 2   | 3   | 4    | 8   | 8   | 1*  | 4   | 2   | 4   | 12  | 5   | 1*  | 8   | 450    |
| 04   | G. Yacamán    | 14  | 12  | 4   | 15   | 5   | 2   | 3   | 5   | 16  | 2   | 4   | 1   | 11  | 4   | 403    |
| 05   | J. Goncalvez  | 11  | 4   | 10  | 11   | 3   | 6   | 6   | 7   | 12  | 9   | 2   | 16  | 3   | 3   | 371    |
| 06   | V. Carbone    | 9   | 14  | 6   | 18   | 6   | 7   | 9   | 11  | 4   | 10  | 10  | 3   | 7   | 1   | 357    |
| 07   | A. Krohn      | 5   | 9   | 8   | 12   | 9   | 11  | 5   | 13  | 6   | 6   | 11  | 6   | 13  | 7   | 333    |
| 08   | D. Ferreira   | 8   | 7   | 14  | 13   | 12  | 5   | 10  | 8   | 9   | 8   | 3   | 10  | 6   | 11  | 323    |
| 09   | D. Ostella    | 4   | 13  | 9   | 8    | 7   | 9   | 13  | 14  | 8   | 7   | 5   | 15  | 12  |     | 287    |
| 10   | P. Dempsey    | 3   | 3   | 17  | 6    | 13  |     | 2   | 12  | 3   | 5   |     | 9   |     |     | 264    |
| 11   | V. García     | 15  | 1*  | 12  | 3    | 10  | 4   | 7   |     |     |     |     |     |     |     | 199    |
| 12   | B. Clauson    |     |     |     | 5°   | 4   | 3   |     |     |     |     | 7   |     | 5   | 13  | 170    |
| 13   | C. Daly       | 2   | 11  | 1   |      |     |     |     |     |     | 13  |     | 14* |     |     | 145    |
| 14   | R. Mitchell   |     |     | 11  | 7    |     |     |     |     |     |     | 8   | 7   | 8   | 12  | 137    |
| 15   | B. Wagner     |     |     |     | 14   | 11  | 13  |     |     |     |     | 9   |     | 4   | 6   | 134    |
| 16   | M. Grenier    | 7   | 5   | 7   | 10   |     |     |     |     |     | 11  |     |     |     |     | 121    |
| 17   | B. Andrade    |     |     |     |      |     |     | 11  | 6   | 15  | 12  |     | 4   |     |     | 112    |
| 18   | O. Webb       |     |     |     |      |     |     |     | 3   | 5   |     |     | 11  |     | 10  | 104    |
| 19   | J. Winslow    | 10  | 10  | 5   | 17   |     |     |     |     |     |     |     |     |     |     | 83     |
| 20   | J. Garcia     | 12  | 8   | 15  | 16   |     |     |     |     |     |     |     |     |     |     | 71     |
| 21   | D. Herrington |     |     |     |      |     |     | 12  | 9   | 7   |     |     |     |     |     | 66     |
| 22   | J. Wilson     |     |     |     |      |     |     |     |     |     |     |     |     | 9   | 5   | 52     |
| 23   | C. Austin     |     |     |     | 9    |     | 10  |     |     |     |     |     |     |     |     | 42     |
| 24   | S. Rzadzinski |     |     |     |      |     |     |     | 10  | 13  |     |     |     |     |     | 37     |
| 25   | T. Dueck      |     |     |     |      |     |     |     | 16  | 10  |     |     |     |     |     | 34     |
| 26   | D. Morad      |     |     |     |      |     |     |     | 15  | 11  |     |     |     |     |     | 34     |
| 27   | T. Kasemets   |     |     |     |      |     |     |     |     |     |     |     | 8   |     |     | 24     |
| 28   | J. Miller     | 13  |     |     |      |     |     |     |     |     |     |     |     |     |     | 17     |
| 29   | W. Ribbs      |     |     |     |      |     |     |     |     |     |     |     | 13  |     |     | 17     |
| 30   | R. Phinny     |     |     | 16  |      |     |     |     |     |     |     |     |     |     |     | 14     |
| —    | E. Jensen     |     |     |     |      |     |     | DNQ |     |     |     |     |     |     |     | 0      |
| Pos. | Fahrer        | STP | BAR | LBH | INDY | MIL | IOW | TOR | EDM | EDM | TRO | LOU | BAL | KTY | LSV | Punkte |

| Farbe      | Bedeutung                                          |
| ---------- | -------------------------------------------------- |
| Gold       | Sieger                                             |
| Silber     | 2. Platz                                           |
| Bronze     | 3. Platz                                           |
| Grün       | 4. und 5. Platz                                    |
| Hellblau   | 6. bis 10. Platz                                   |
| Dunkelblau | Rennen beendet (außerhalb der ersten zehn Piloten) |
| Violett    | Rennen nicht beendet                               |
| Rot        | nicht qualifiziert (DNQ)                           |
| Schwarz    | disqualifiziert (DSQ)                              |
| Weiß       | nicht am Start (DNS)                               |
| Weiß       | zurückgezogen (WD)                                 |
| Weiß       | Rennen abgesagt (C)                                |
| Blanko     | nicht teilgenommen                                 |
| Blanko     | nicht erschienen (DNA)                             |
| Blanko     | verletzt oder krank (INJ)                          |
| Blanko     | ausgeschlossen (EX)                                |

| Weitere Notation   |                                                               |
| Fett               | Pole-Position (1 Punkt)                                       |
| Kursiv             | Schnellste Rennrunde                                          |
| °                  | Qualifying abgebrochen, kein Bonuspunkt für die Pole-Position |
| *                  | Meiste Führungsrunden (2 Punkte)                              |
| Rookie of the Year |                                                               |
| Rookie             |                                                               |

| Farbe      | Bedeutung                                          |
| ---------- | -------------------------------------------------- |
| Gold       | Sieger                                             |
| Silber     | 2. Platz                                           |
| Bronze     | 3. Platz                                           |
| Grün       | 4. und 5. Platz                                    |
| Hellblau   | 6. bis 10. Platz                                   |
| Dunkelblau | Rennen beendet (außerhalb der ersten zehn Piloten) |
| Violett    | Rennen nicht beendet                               |
| Rot        | nicht qualifiziert (DNQ)                           |
| Schwarz    | disqualifiziert (DSQ)                              |
| Weiß       | nicht am Start (DNS)                               |
| Weiß       | zurückgezogen (WD)                                 |
| Weiß       | Rennen abgesagt (C)                                |
| Blanko     | nicht teilgenommen                                 |
| Blanko     | nicht erschienen (DNA)                             |
| Blanko     | verletzt oder krank (INJ)                          |
| Blanko     | ausgeschlossen (EX)                                |

| Weitere Notation   |                                                               |
| Fett               | Pole-Position (1 Punkt)                                       |
| Kursiv             | Schnellste Rennrunde                                          |
| °                  | Qualifying abgebrochen, kein Bonuspunkt für die Pole-Position |
| *                  | Meiste Führungsrunden (2 Punkte)                              |
| Rookie of the Year |                                                               |
| Rookie             |                                                               |